# Skopiszki (stacja kolejowa)
Skopiszki (lit. Skapiškis) – stacja kolejowa w miejscowości Skopiszki, w rejonie kupiszeckim, w okręgu poniewieskim, na Litwie. Położona jest na linii Radziwiliszki – Dyneburg.
Dawniej odchodziła stąd linia do Suwejniszek (obecnie rozebrana).

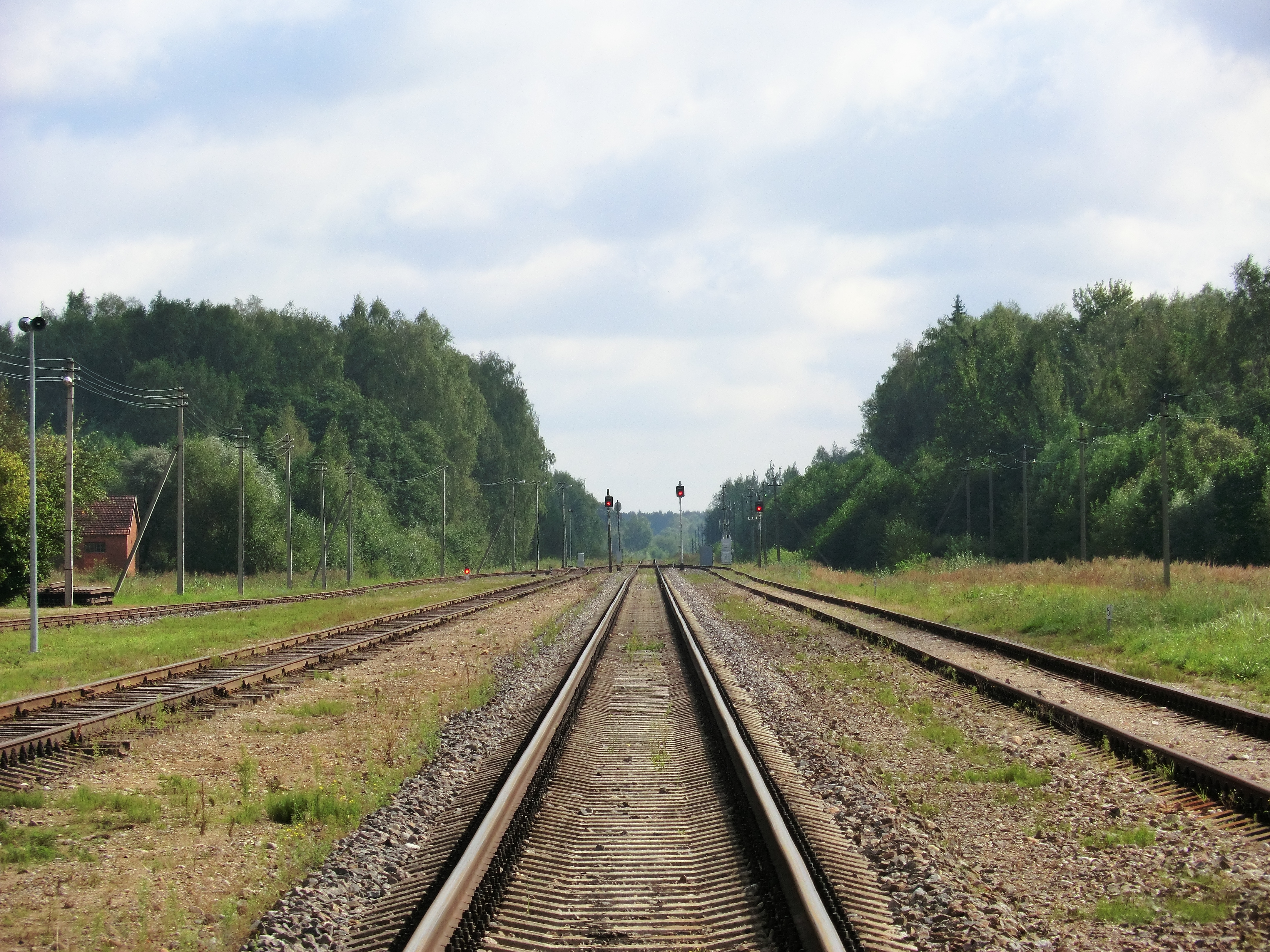